# Pristimantis lucidosignatus
Espèce
Pristimantis lucidosignatus est une espèce d'amphibiens de la famille des Craugastoridae.

## Répartition
Cette espèce est endémique d'Équateur. Elle se rencontre dans les provinces de Pichincha et de Cotopaxi entre 1 710 et 2 115 m d'altitude sur le versant Ouest de la cordillère Occidentale.

## Description
Les mâles mesurent de 21,6 à 22,0 mm et la femelle 17,0 mm.

## Publication originale
- (en) Rödder et Schmitz, « Two new Pristimantis (Anura, Strabomantidae) belonging to the myersi group from the Andean slopes of Ecuador », Revue Suisse de Zoologie, vol. 116, no 2,‎ 2009, p. 275-288 (lire en ligne)